# Амта (река)
Амта́ — река в Ростовской области России, правый приток реки Джурак-Сал (бассейн Дона). Длина 39 км, площадь водосборного бассейна 570 км². Уклон 1,4 м/км. На реке сооружены пруды.

## Название
В Ростовской области имеется балка Большая Амта — левый приток реки Малая Куберле.
В «Природе Ростовской области» 1940 года река упоминается как Ямта:

Джурюк-Сал принимает слева 5 значительных притоков — Цеклиту, Булукту, Среднюю и Сухую Булукту и Пандесал, а справа Зегисту с левым притоком Чигарты и Ямту.

## Течение
Река берёт начало на западном склоне Ергеней, от слияния балок Оборочная и Обрушина. Общее направление течения на западо-северо-запад. В нижнем течении протекает через крупное село Заветное (райцентр одноимённого района). Впадает в реку Сал с правой стороны, в 571 км от её устья, к западу от хутора Фрунзе.
Река протекает по Заветинскому району Ростовской области.

## Бассейн
Практически весь бассейн Амты расположен на территории Заветинского района Ростовской, небольшая часть расположена на территории Калмыкии.
- Амта
  - б. Оборочная (Оброчная) — левая составляющая[3]
  - б. Обрушина — правая составляющая[3]
  - б. Бакшин-Сала — (п)
    - б. Дунда — (п)

  - б. Рассыпная — (л)
  - б. Гусарка — (п)
  - б. Терновая — (л)
  - б. Анхара — (п)[3]
  - б. Бабина — (л)

## Населённые пункты
- х. Андреев
- с. Кичкино
- с. Заветное